# Aulacocyclus fortis
Aulacocyclus fortis is een keversoort uit de familie Passalidae. De wetenschappelijke naam van de soort is voor het eerst geldig gepubliceerd in 1897 door Kuwert.